# Август Фрідріх Гольштейн-Готторпський
Август Фрідріх Гольштейн-Готторпський (нім. August Friedrich von Schleswig-Holstein-Gottorf), (1646—1705) — німецький шляхтич, принц Гольштейн-Готторпу, князь-єпископ Любека; син герцога Гольштейн-Готторпського Фрідріха III та Марії Єлизавети Саксонської.

## Біографія
Август Фрідріх був сьомим сином герцога Гольштейн-Готторпського Фрідріха III та його дружини Марії Єлизавети Саксонської. З його семи братів вижило лише троє. Також він мав шістьох сестер, що досягли дорослого віку.

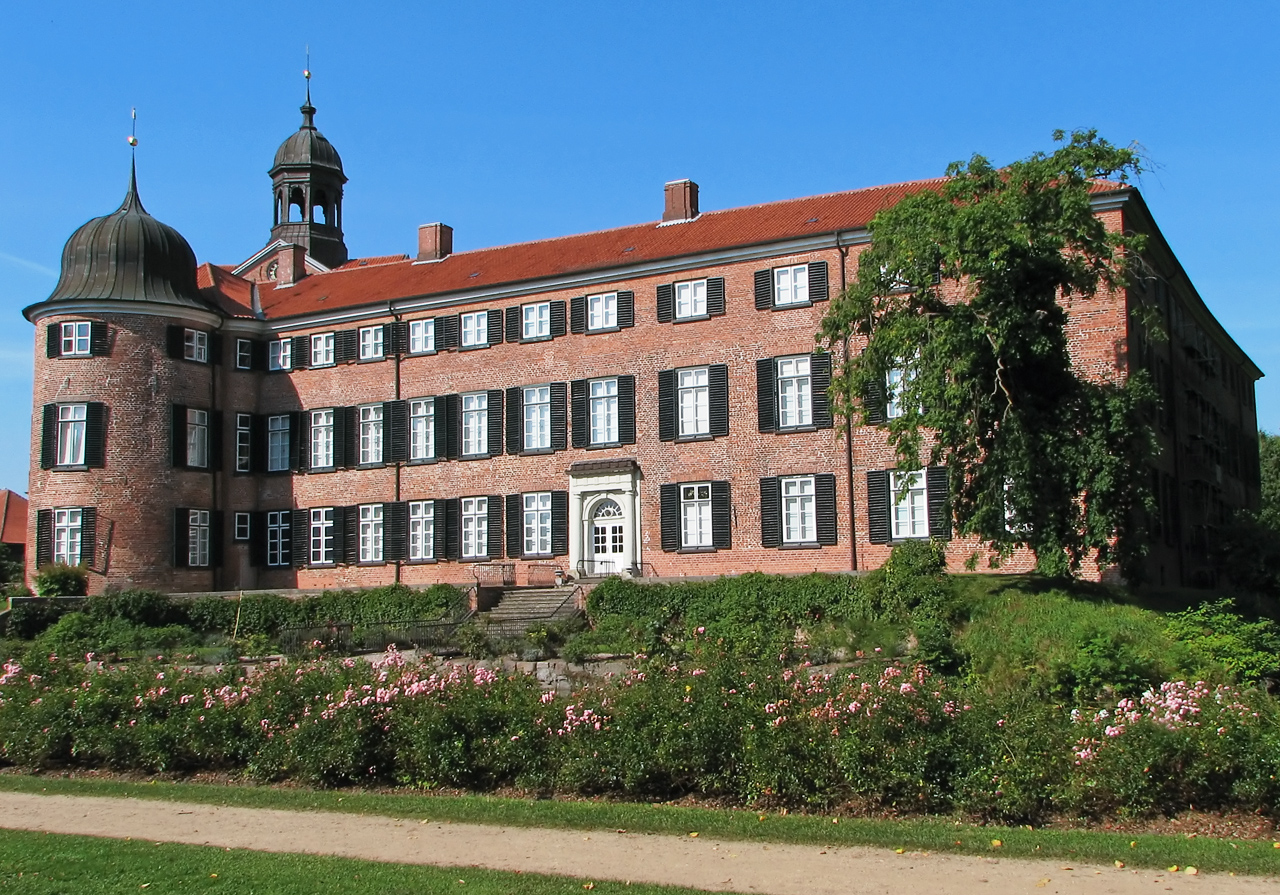
Резиденція князів-єпископів

У дев'ятирічному віці Август Фрідріх став князем-єпископом Любека і залишався ним до своєї смерті у 1705.
1676-го він одружився із Крістіною Саксен-Вайссенфельською в містечку Галле. Дітей у шлюбі не було.
Князь був членом літературного товариства «Fruchtbringenden Gesellschaft», заснованого ще в 1617 році німецькими вченими за зразком флорентійської Академії делла Круска.
До моменту смерті Августа Фрідріха фламандський скульптор Томас Келлінус вже зробив для нього у каплиці кафедрального собору Любека гробницю в бароковому стилі.
Помер Август Фрідріх 2 жовтня 1705 року.
Наступним князем-єпископом став Крістіан Август, небіж Августа Фрідріха і молодший син його брата Крістіана Альбрехта.